# Louis Flobert
Louis Auguste Nicolas Flobert (ur. 1819 w Paryżu, zm. 1894 w Gagny) – francuski rusznikarz, wynalazca i producent, uważany za twórcę pierwszego praktycznie użytecznego naboju z bocznym zapłonem.
Flobert stworzył swój nabój ok. 1845 roku. Była to właściwie zmodyfikowany kapiszon z zaprasowanym w nim kulistym pociskiem kalibru 6 mm, jeszcze bez wyraźnej kryzy łuski. Nie miał on ładunku prochowego, piorunian rtęci z kapiszona działał zarówno jako inicjator, jak i ładunek miotający; w następnym roku ulepszył jego konstrukcję M. Houllier. Flobert zmienił następnie kształt miseczki kapiszonu, która tworzyła łuskę jego naboju, tworząc wyraźną kryzę, wewnątrz której zaprasowana był inicjujący materiał wybuchowy. W produkowanej broni przekonstruował tak kurek, by uderzał on tę kryzę, inicjując zapłon – tym samym Flobert stworzył prawdziwy nabój bocznego zapłonu.
Naboje Floberta produkowano w różnych kalibrach, nawet tak małych jak 4 mm. Wersję 6 mm określa się też.22 BB. Służyły one do zasilania pistoletów i karabinów służących do ćwiczenia strzelania w zamkniętych pomieszczeniach, co było popularną rozrywką w II połowie XIX w. Ze względu na małą moc były stosunkowo bezpieczne. Późniejsza amerykańska amunicja tego typu zawierała minimalną ilość prochu i jej współczesne wersje są wystarczająco silne by zabić małe zwierzę (np. szczura) na krótkim (ok. 30 m) dystansie.
Od nazwiska wynalazcy, zarówno małokalibrowa broń, jak i amunicja bocznego zapłonu bywa nazywana „floberami”, „flobertami”.

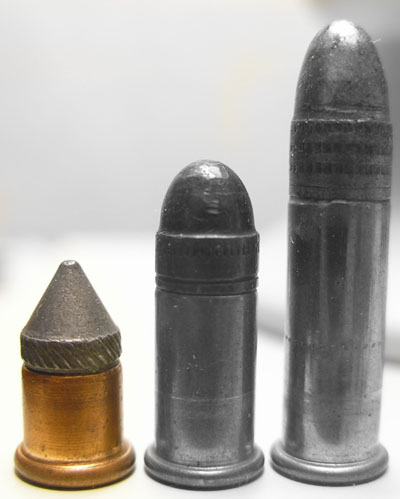
Nabój Flobert (.22 BB Cap, skrajny lewy) w porównaniu do naboju .22 Long Rifle (skrajny prawy)
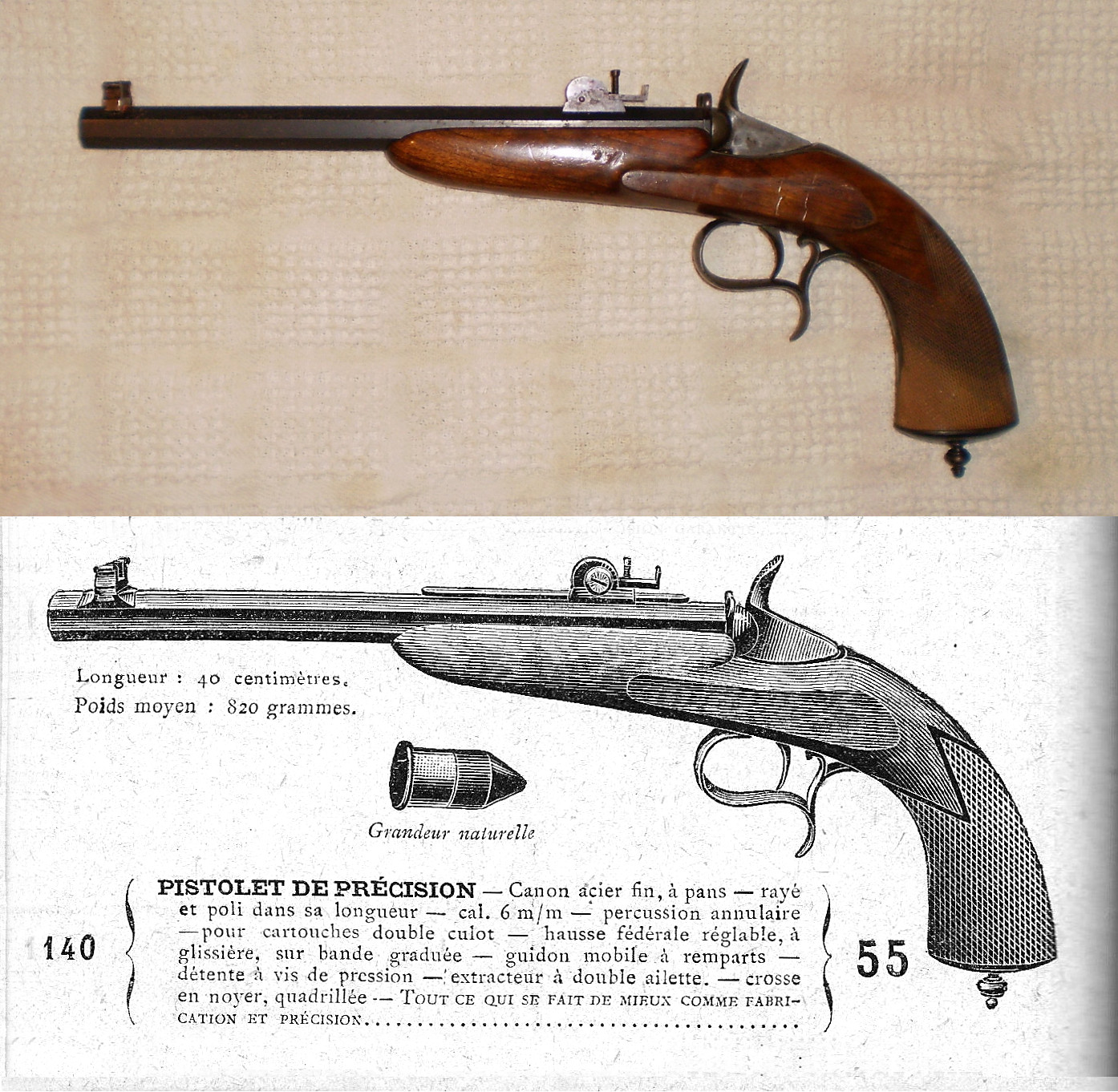
Pistolet, tzw. „pokojowy” (do strzelania w pomieszczeniach) na naboje Floberta
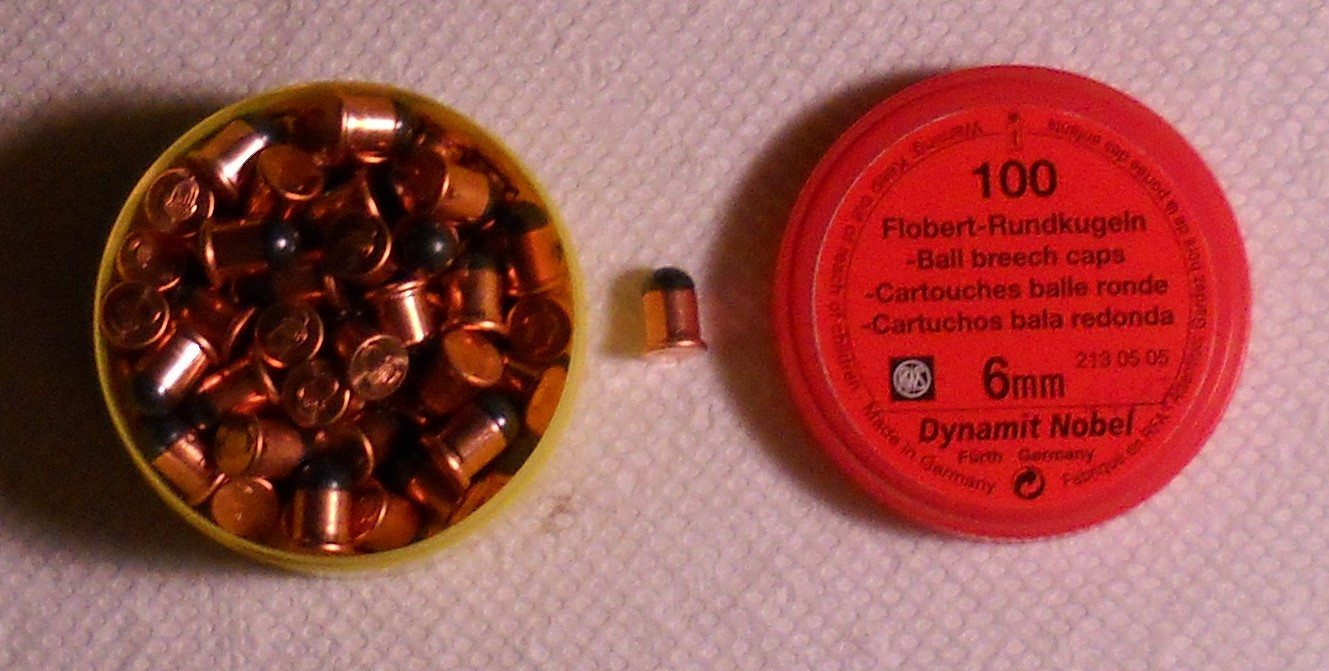
Puszka nabojów Flobert 6 mm